# Antidemocrático
Antidemocrático o antidemocracia es un término utilizado para referirse a una posición que rechaza la democracia como la forma más adecuada para tomar decisiones dentro de un determinado tipo de organización social. Desde entonces, la misma fue aceptada en forma creciente como el mejor sistema para tomar decisiones colectivas, tanto en las organizaciones estatales como sociales y privadas.[cita requerida] Sin embargo, contra lo que muchas veces se sostiene, la aceptación de la democracia no ha sido unánime, y en muchas organizaciones, campos y países, existen grupos y personas que se oponen a la democracia, sosteniendo que existen mejores formas de tomar decisiones.
Una variedad de ideologías y sistemas políticos se han opuesto a la democracia, incluyendo el marxismo-leninismo, la monarquía absoluta, la aristocracia, el fascismo, la tutela de los juristas islámicos (en su forma absoluta), la teocracia, o el neofeudalismo.[cita requerida]
El término «antidemocrático» es de uso habitual para descalificar las opiniones, actos y mecanismos decisorios de los opositores.

## Características de la posición antidemocrática
La posición antidemocrática puede apoyarse en algún tipo de pensamiento elitista, que sostiene que un pequeño grupo de miembros de la organización de que se trate, puede dirigir mejor la organización y satisfacer mejor los intereses comunes, que la mayoría. También puede plantearse en términos de que el exceso de democracia en ciertos aspectos puede ser contrario a la libertad individual y la razón, dándole a la mayoría el poder de reglar la vida privada, o argumentando que idealizar la democracia, exaltando las mayorías o el pueblo, puede favorecer la aparición de la oclocracia o el populismo.
Este tipo de posición suele predominar en organizaciones militares y económicas, respectivamente. En las primeras se sostiene que las características de la guerra impiden que las decisiones sean tomadas de manera deliberativa; en las segundas, el derecho de propiedad impone la preeminencia del aporte de capital sobre el aporte personal a las empresas e industrias.